# Anisodes mediusta
Anisodes mediusta là một loài bướm đêm trong họ Geometridae.